# Цакирис, Нико
Николас Диего Цакирис (англ. Nikolas Diego Tsakiris; родился 19 июня 2005, Саратога, Калифорния), более известный как Нико Цакирис (англ. Niko Tsakiris) — американский футболист, полузащитник клуба «Сан-Хосе Эртквейкс».

## Клубная карьера
В январе 2022 года Цакирис подписал «доморощенный» контракт с клубом MLS «Сан-Хосе Эртквейкс». 12 марта 2022 года дебютировал в основном составе «Сан-Хосе Эртквейкс», выйдя на замену в матче MLS против «Филадельфия Юнион». 24 сентября 2022 года впервые вышел в стартовом составе «Сан-Хосе Эртквейкс» в матче MLS против «Лос-Анджелес Гэлакси».

## Карьера в сборной
В 2022 году дебютировал за сборную США до 20 лет. Помог команде выиграть молодёжный чемпионат КОНКАКАФ, который прошёл в Гондурасе.